# Guy Le Gentil de Paroy
Guy Le Gentil de Paroy est un homme politique français né le 30 mai 1728 à Paroy (Seine-et-Marne) et mort le 24 mai 1807 à Fontainebleau (Seine-et-Marne).

## Famille
Guy Le Gentil de Paroy est le fils de Guy Le Gentil de La Barbinais, né le 16 janvier 1692 à Saint-Malo, un marin qui, entre 1714 et 1718, voyagea dans les mers du Sud, d'abord en Amérique latine (au risque d'y être arrêté car il était interdit par les Espagnols à un Français d'y commercer), puis dans le sud-est de l'Asie, notamment à l'Île de France, en Chine et aux Philippines, puis qui devint commissaire de la marine au Cap-Français à Saint-Domingue (il acquiert dans l'île un important patrimoine constitué d'habitations sucrières et caféières), et mourut le 30 décembre 1731 à Nantes, et qui est l'auteur d'un livre : Nouveau voyage autour du monde.
Guy Le Gentil de Paroy a épousé Louise Le Bec de Flubert, dont il a trois fils : César-Hippolyte, Jean-Baptiste et Pierre-Laurent puis en secondes noces, en mai 1727, Marie-Thérèse de Fournier, avec qui il a deux enfants :  Jean-Philippe-Gui et  Jean Jacques.

## Biographie
Guy Le Gentil de Paroy, seigneur d'Auxence et des Tillières, propriétaire terrien à Saint-Domingue (il gère les terres acquises par son père), officier des Gardes françaises, se maria en 1749 avec la fille du comte Louis-Philippe de Rigaud de Vaudreuil, lieutenant général des armées navales, ce qui lui permit d'acquérir la terre de Paroy, dans la Brie, qu'il fit ériger en marquisat en 1752. Il fit détruire l'ancien château de Paroy pour en reconstruire un neuf. Il devint grand bailli d'épée de Provins à partir du 12 mars 1766 et fut député de la noblesse aux États généraux de 1789 pour le bailliage de Provins. Il siège à droite et démissionne en mai 1791 après avoir défendu le roi en octobre 1789. Il émigre en 1791 et fut nommé gouverneur de Saint-Domingue par le comte de Provence (le futur Louis XVIII), mais est arrêté à Bordeaux alors qu'il s'apprêtait à embarquer ; il fut libéré grâce à l'intervention de Thérésa Cabarrus, future Madame Tallien.

## Sources
- « Guy Le Gentil de Paroy », dans Adolphe Robert et Gaston Cougny, Dictionnaire des parlementaires français, Edgar Bourloton, 1889-1891 [détail de l’édition]